# Schirgiswalde-Kirschau
Schirgiswalde-Kirschau é uma cidade da Alemanha localizada no distrito de Bautzen, região administrativa de Dresden, estado da Saxônia.

## História
A cidade foi formada em 1 de janeiro de 2011 através da união da antiga cidade de Schirgiswalde com os antigos municípios de Kirschau e Crostau.
|  |  |  |